# Echo des Siebengebirges
Das Echo des Siebengebirges war die erste in Königswinter hergestellte lokale bzw. regionale Zeitung. Sie wurde ab 1866 herausgegeben. Die letzte titelführende Ausgabe erschien 1999.

## Geschichte
Die erste Ausgabe des Echo des Siebengebirges erschien 1866 im Verlag von Adolf Lesimple. Er verpachtete die Zeitung an den Schriftsetzer Carl Hedecke, der auch die Redaktion übernahm. 1871 ging die Buchdruckerei in den Besitz von Ernst Samuel Zeumann über. Doch bereits wenige Jahre später waren Lesimple und Hedecke wieder Eigentümer. Am 3. Oktober 1873 ging die Buchdruckerei mit 23 Abonnenten an Hedecke, L. Rieb und Adrian Tillewein (ca. 1839–1909) über. 1879 wurde Tillewein der Alleineigentümer. Nach seinem Tod im März 1909 übernahm die Redaktion zunächst Wilhelm Rom (1870–1942). Druckerei und Verlag erwarben im selben Jahr noch Gabriel Uhrmacher (1883–1939) und seine Schwester Catharina Uhrmacher (1881–1954). Sie führten die Firma weiter unter dem alten Namen A. Tillewein. Mit der Ausgabe vom 31. Mai 1941 war das Echo gezwungen, sein Erscheinen vorübergehend einzustellen, vorgeblich um „Menschen und Material für kriegswichtige Zwecke freizumachen“.
Nach dem Krieg lebte das Echo wieder auf, ab dem 24. März 1951 aber nur noch wöchentlich. Ab dem 1. Januar 1980 erschien es nicht mehr bei Tillewein, sondern bei Uelpenich und wurde mit dessen Siebengebirgs-Zeitung gemeinsam redaktionell und im Anzeigenteil betreut. Zu Anfang des Jahres 2000 fiel der Titel ganz weg.

## Überlieferung
Die Zeitung ist unvollständig beim Heimatverein Siebengebirge / Siebengebirgsmuseum überliefert. Diese umfasst den Zeitraum von 1873 bis 1999. Allerdings sind – neben den Anfangsjahren 1866 bis 1872 – immer wieder Lücken vorhanden. Im Jahr 1873 beginnt sie erst im Oktober, die Jahrgänge 1876 und 1879 fehlen, vom Jahrgang 1880 sind nur zwei Ausgaben vom Januar vorhanden, der Jahrgang 1881 fehlt komplett.
Weitere Exemplare aus den Jahren 1897 bis 1999 sind in der Universitäts- und Landesbibliothek Bonn sowie aus den Jahren 1971 bis 1980 sind im Stadtarchiv Bonn vorhanden.
Die Ausgaben von 1873 bis 1941 sind online verfügbar.